# Antônio Rodrigues Filho
Antônio Rodrigues Filho, genannt Neca, (* 15. April 1950 in Rio Grande) ist ein ehemaliger brasilianischer Fußballspieler. Er gewann in seiner Karriere einmal die nationale brasilianische Meisterschaft.
Mit der Nationalmannschaft spielte er u. a. am 19. Mai 1976 beim Taça do Atlântico (2:0 gegen Argentinien) und am 23. Mai 1976 beim USA Bicentennial Cup Tournament (1:0 gegen England).

## Erfolge
Cruzeiro
- Zweiter bei der Copa Libertadores: 1977[1]

São Paulo
- Campeonato Brasileiro de Futebol: 1977